# Cantonul Saint-Claude (Jura)
Cantonul Saint-Claude (Jura) este un canton din arondismentul Saint-Claude, departamentul Jura, regiunea Franche-Comté, Franța.

## Comune
- Avignon-lès-Saint-Claude
- Chassal
- Cuttura
- Lajoux
- Lamoura
- Lavancia-Epercy
- Lavans-lès-Saint-Claude
- Leschères
- Molinges
- Les Molunes
- Ponthoux
- Ravilloles
- La Rixouse
- Saint-Claude (reședință)
- Saint-Lupicin
- Septmoncel
- Vaux-lès-Saint-Claude
- Villard-Saint-Sauveur
- Villard-sur-Bienne